# Fagonia bruguieri
Fagonia bruguieri är en pockenholtsväxtart som beskrevs av Dc.. Fagonia bruguieri ingår i släktet Fagonia och familjen pockenholtsväxter.

## Underarter
Arten delas in i följande underarter:
- F. b. haplotricha
- F. b. laxa
- F. b. rechingeri